# Pselaphelia gemmifera
Pselaphelia gemmifera is een vlinder uit de familie nachtpauwogen (Saturniidae), onderfamilie Saturniinae.
De wetenschappelijke naam van de soort is voor het eerst geldig gepubliceerd door Butler in 1878.